# 1819 Laputa
1819 Laputa eller 1948 PC är en asteroid i huvudbältet som upptäcktes den 9 augusti 1948 av den sydafrikanske astronomen E. L. Johnson i Johannesburg. Den har fått sitt namn efter den flygande ön Laputa i romanen Gullivers resor av Jonathan Swift.
Asteroiden har en diameter på ungefär 54 kilometer.